# FC Astoria Walldorf
FC Astoria Walldorf (celým názvem: Fußballclub Astoria Walldorf e. V.) je německý fotbalový klub, který sídlí ve městě Walldorf ve spolkové zemi Bádensko-Württembersko. Název Astoria klub obdržel podle místního rodáka Johna Jacoba Astora, úspěšného podnikatele a prvního milionáře ve Spojených státech amerických. Založen byl v roce 1908 pod názvem SG Walldorf-Astoria. Svůj současný název nese od roku 1995. Od sezóny 2014/15 působí v Regionallize Südwest, čtvrté německé nejvyšší fotbalové soutěži. Klubové barvy jsou modrá a bílá.
Své domácí zápasy odehrává na stadionu Dietmar-Hopp-Sportpark s kapacitou 5 000 diváků.

## Historické názvy
Zdroj:
- 1908 – SG Walldorf-Astoria (Sportgemeinschaft Walldorf-Astoria)
- 1943 – KSG Walldorf-Wiesloch (Kriegssportgemeinschaft Walldorf-Wiesloch)
- 1945 – zánik
- 1945 – obnovena činnost pod názvem SG Walldorf-Astoria (Sportgemeinschaft Walldorf-Astoria)
- 1953 – 1. FC 08 Walldorf (1. Fußballclub 1908 Walldorf)
- 1995 – fúze s SG Walldorf-Astoria 02 ⇒ FC Astoria Walldorf (Fußballclub Astoria Walldorf e. V.)

## Získané trofeje
- Badischer Pokal ( 2× )
  - 2013/14, 2015/16

## Umístění v jednotlivých sezonách

### SG Walldorf-Astoria
Stručný přehled
Zdroj:
- 1943–1944: Gauliga Baden Nord

Jednotlivé ročníky
Zdroj:
Legenda: Z - zápasy, V - výhry, R - remízy, P - porážky, VG - vstřelené góly, OG - obdržené góly, +/- - rozdíl skóre, B - body, zlaté podbarvení - 1. místo, stříbrné podbarvení - 2. místo, bronzové podbarvení - 3. místo, červené podbarvení - sestup, zelené podbarvení - postup, fialové podbarvení - reorganizace, změna skupiny či soutěže
| Velkoněmecká říše (1943 – 1944) |                    |        |    |   |   |    |    |    |     |   |        |
| Sezóny                          | Liga               | Úroveň | Z  | V | R | P  | VG | OG | +/- | B | Pozice |
| 1943/44                         | Gauliga Baden-Nord | 1      | 10 | 0 | 0 | 10 | 5  | 35 | -30 | 0 | 6.     |

Poznámky
- 1943/44: Klub v soutěži účinkoval pod společným názvem KSG Walldorf-Wiesloch.

### FC Astoria Walldorf (1995– )
Stručný přehled
Zdroj:
- 1995–2001: Landesliga Rhein/Neckar
- 2001–2007: Verbandsliga Nordbaden
- 2007–2014: Fußball-Oberliga Baden-Württemberg
- 2014– : Fußball-Regionalliga Südwest

Jednotlivé ročníky
Zdroj:
Legenda: Z - zápasy, V - výhry, R - remízy, P - porážky, VG - vstřelené góly, OG - obdržené góly, +/- - rozdíl skóre, B - body, zlaté podbarvení - 1. místo, stříbrné podbarvení - 2. místo, bronzové podbarvení - 3. místo, červené podbarvení - sestup, zelené podbarvení - postup, fialové podbarvení - reorganizace, změna skupiny či soutěže
| Německo (1995 – ) |                                    |        |     |     |     |     |     |     |     |     |        |
| Sezóny            | Liga                               | Úroveň | Z   | V   | R   | P   | VG  | OG  | +/− | B   | Pozice |
| 1995/96           | Landesliga Rhein/Neckar            | 6      | ... | ... | ... | ... | ... | ... | ... | ... | 4.     |
| 1996/97           | Landesliga Rhein/Neckar            | 6      | ... | ... | ... | ... | ... | ... | ... | ... | 6.     |
| 1997/98           | Landesliga Rhein/Neckar            | 6      | ... | ... | ... | ... | ... | ... | ... | ... | 4.     |
| 1998/99           | Landesliga Rhein/Neckar            | 6      | ... | ... | ... | ... | ... | ... | ... | ... | 7.     |
| 1999/00           | Landesliga Rhein/Neckar            | 6      | ... | ... | ... | ... | ... | ... | ... | ... | 2.     |
| 2000/01           | Landesliga Rhein/Neckar            | 6      | ... | ... | ... | ... | ... | ... | ... | ... | 2.     |
| 2001/02           | Verbandsliga Nordbaden             | 5      | 28  | ... | ... | ... | 45  | 51  | -6  | 39  | 6.     |
| 2002/03           | Verbandsliga Nordbaden             | 5      | 28  | 16  | 6   | 6   | 59  | 42  | +17 | 54  | 3.     |
| 2003/04           | Verbandsliga Nordbaden             | 5      | 28  | 15  | 6   | 7   | 65  | 40  | +25 | 51  | 4.     |
| 2004/05           | Verbandsliga Nordbaden             | 5      | 32  | 13  | 4   | 15  | 58  | 54  | +4  | 43  | 8.     |
| 2005/06           | Verbandsliga Nordbaden             | 5      | 30  | 12  | 9   | 9   | 58  | 51  | +7  | 45  | 6.     |
| 2006/07           | Verbandsliga Nordbaden             | 5      | 32  | 22  | 7   | 3   | 79  | 36  | +43 | 73  | 1.     |
| 2007/08           | Fußball-Oberliga Baden-Württemberg | 4      | 34  | 15  | 9   | 10  | 65  | 54  | +11 | 54  | 8.     |
| 2008/09           | Fußball-Oberliga Baden-Württemberg | 5      | 34  | 16  | 9   | 9   | 65  | 40  | +25 | 57  | 4.     |
| 2009/10           | Fußball-Oberliga Baden-Württemberg | 5      | 34  | 21  | 5   | 8   | 65  | 32  | +33 | 68  | 2.     |
| 2010/11           | Fußball-Oberliga Baden-Württemberg | 5      | 36  | 13  | 12  | 11  | 51  | 40  | +11 | 51  | 8.     |
| 2011/12           | Fußball-Oberliga Baden-Württemberg | 5      | 32  | 13  | 5   | 14  | 55  | 49  | +6  | 44  | 7.     |
| 2012/13           | Fußball-Oberliga Baden-Württemberg | 5      | 34  | 23  | 8   | 3   | 74  | 27  | +47 | 77  | 2.     |
| 2013/14           | Fußball-Oberliga Baden-Württemberg | 5      | 34  | 21  | 6   | 7   | 70  | 40  | +30 | 69  | 1.     |
| 2014/15           | Fußball-Regionalliga Südwest       | 4      | 34  | 15  | 8   | 11  | 51  | 40  | +11 | 53  | 8.     |
| 2015/16           | Fußball-Regionalliga Südwest       | 4      | 34  | 12  | 6   | 16  | 46  | 53  | -7  | 42  | 11.    |
| 2016/17           | Fußball-Regionalliga Südwest       | 4      | 36  | 13  | 8   | 15  | 48  | 56  | -8  | 47  | 11.    |
| 2017/18           | Fußball-Regionalliga Südwest       | 4      | 36  | 11  | 9   | 16  | 58  | 61  | -3  | 42  | 11.    |
| 2018/19           | Fußball-Regionalliga Südwest       | 4      | 34  |     |     |     |     |     |     |     |        |